# Tipula jaennickeana
Tipula jaennickeana är en tvåvingeart som beskrevs av Alexander 1929. Tipula jaennickeana ingår i släktet Tipula och familjen storharkrankar. Inga underarter finns listade i Catalogue of Life.